# 川名南城
川名南城（かわなみなみじょう）は、愛知県名古屋市にあった日本の城（平城）。

## 歴史
城主は佐久間彦五郎。天正12年（1584年）の小牧・長久手の戦いの際に、太平寺と共に焼失した。

## 現在の状況
現在の昭和警察署のあたりが城跡である。堀跡も明治初期まで残されていた。現在は地表上には何も残っていないが、県遺跡番号009036として埋蔵文化財包蔵地になっている。

## 規模
東西約63メートル、南北約54メートル。

## 所在地
愛知県名古屋市昭和区広路通5丁目